# جانی هالیدی
ژان-فیلیپ لئو اسمت (فرانسوی: Jean-Philippe Léo Smet‎، زاده ۱۵ ژوئن ۱۹۴۳ در پاریس، درگذشتهٔ ۶ دسامبر ۲۰۱۷) که بیشتر با نام هنری «جانی هالیدی» شناخته می‌شود، خواننده سرشناس فرانسوی است. او به خاطر آوردن راک اند رول به فرانسه شناخته می‌شود. تلفظ نام او به زبان فرانسه جونی آلیده [dʒɔ.ni a.li.dɛ] است.
در طول ۵۷ زندگی حرفه‌ای، او ۷۹ آلبوم منتشر کرد و بیش از ۱۱۰ میلیون آلبوم در سراسر جهان فروخت، عمدتاً در دنیای فرانسوی زبان، او به یکی از پرفروش ترین هنرمندان موسیقی تبدیل شده است. او پنج گواهی‌نامه‌ ضبط موسیقی، ۴۰ گلدن آلبوم، ۲۲ آلبوم پلانتیوم داشت و ده جایزهٔ ویکتوار د لا موزیک به دست آورد. او حدود ۱۱۵۴ تا تک‌آهنگ خوانده است و ۵۴۰ دوئت با ۱۸۷ هنرمند اجرا کرد. او که به خاطر صدای قوی و نمایش‌های دیدنی‌اش اعتبار داشته است، گاهی اوقات با ورود به استادیوم از میان جمعیت و یک بار با پریدن از هلیکوپتر بر فراز استادیوم دو فرانس وارد استادیوم می‌شد، جایی که نُه بار اجرا کرد. میان ۳۲۵۷ نمایش او که در ۱۸۷ تور به پایان رسید، خاطره انگیزترین آنها در پارک د پرنس در سال ۱۹۹۳، در استادیوم دو فرانس در سال ۱۹۹۸، درست پس از قهرمانی فرانسه در جام جهانی فوتبال همان سال، و همچنین برج ایفل در سال ۲۰۰۰ بود که رکورد فروش بلیت برای یک هنرمند فرانسوی داشت. یک میلیون تماشاگر برای دیدن اجرای او در برج ایفل جمع شدند و حدود ۱۰ میلیون تماشاگر آن را از تلویزیون تماشا کردند.
او که معمولاً با بهترین خوانندگان و نوازندگان فرانسوی زمان خود کار می‌کرد، از جمله با شارل آزناوور، میشل برژه و ژان-ژاک گلدمن. او که در فرانسه بسیار محبوب بود، به سادگی «جانی» نامیده میشد و به عنوان یک «بنای تاریخی ملی» و بخشی از میراث فرهنگی فرانسه دیده میشد. مرگ او بر اثر سرطان در سال ۲۰۱۷ با «ادای احترام مردمی» همراه شد که طی آن یک میلیون نفر در این راهپیمایی شرکت کردند و ۱۵ میلیون نفر دیگر مراسم را از تلویزیون تماشا کردند. او در دنیای انگلیسی زبان نسبتا ناشناخته باقی ماند، جایی که به او لقب «بزرگترین ستاره راک که هرگز نامش را نشنیده اید» داده شد و به عنوان نسخه فرانسوی الویس پرسلی معرفی شده است.

## اوایل زندگی
ژان فیلیپ اسمت در ۱۵ ژوئن ۱۹۴۳ در منطقه ۹ پاریس از پدری بلژیکی به نام لئون اسمت و مادری فرانسوی به نام هوگت اوژنی پیرت کلرک به دنیا آمد. لئون اسمت که به عنوان مجری کلوپ شبانه کار می کرد، چند ماه بعد همسر و پسرش را ترک کرد. کلرک حرفه مدلینگ را آغاز کرد و باعث شد وقت کمتری برای پسرش بماند. هالیدی خاله خود، هلن مار، بزرگ شد و نام هنری خود را از پسر عمو خود از اوکلاهاما، به نام لی هالیدی گرفت.